# Quatre synagogues séfarades

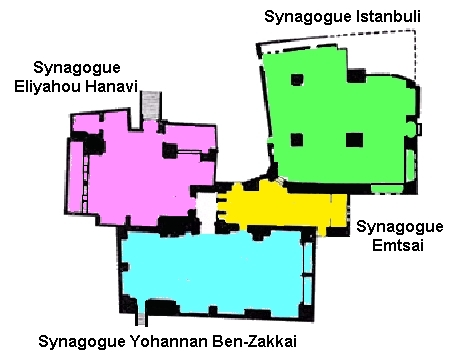
Plan montrant l'imbrication des quatre synagogues

Les "Quatre synagogues séfarades" sont situées dans le Quartier juif de la vieille ville de Jérusalem. Elles forment un ensemble de quatre synagogues juxtaposées, construites à différentes époques pour les besoins de la communauté séfarade. Dans chaque synagogue les offices sont pratiqués selon un rite différent.
Après la fermeture de la synagogue Ramban, ordonnée par le sultan ottoman Murad III en 1589, il n'existe plus de lieu de prière juif à Jérusalem, et les Juifs, dont beaucoup descendent d'immigrants provenant d'Espagne après leur expulsion en 1492, sont obligés de prier en privé dans leurs propres maisons. Au début du XVIIe siècle, s'ouvre une nouvelle synagogue dénommée synagogue Yohanan ben Zakkaï.
En 1835 Méhémet Ali, vice-roi d'Égypte, qui à cette époque dirige la Palestine et Jérusalem, autorise la remise en état des synagogues, ce qui était interdit depuis leur construction. À l'entrée de la synagogue Istanbuli, une plaque commémorative rappelle cette restauration.
Après la chute du Quartier juif lors de la guerre israélo-arabe de 1948-1949, les synagogues sont brûlées, désacralisées et transformées en écuries. Les synagogues seront restaurées par l'architecte Dan Tanai après la guerre des Six Jours.

## Synagogue Yohanan ben Zakkaï

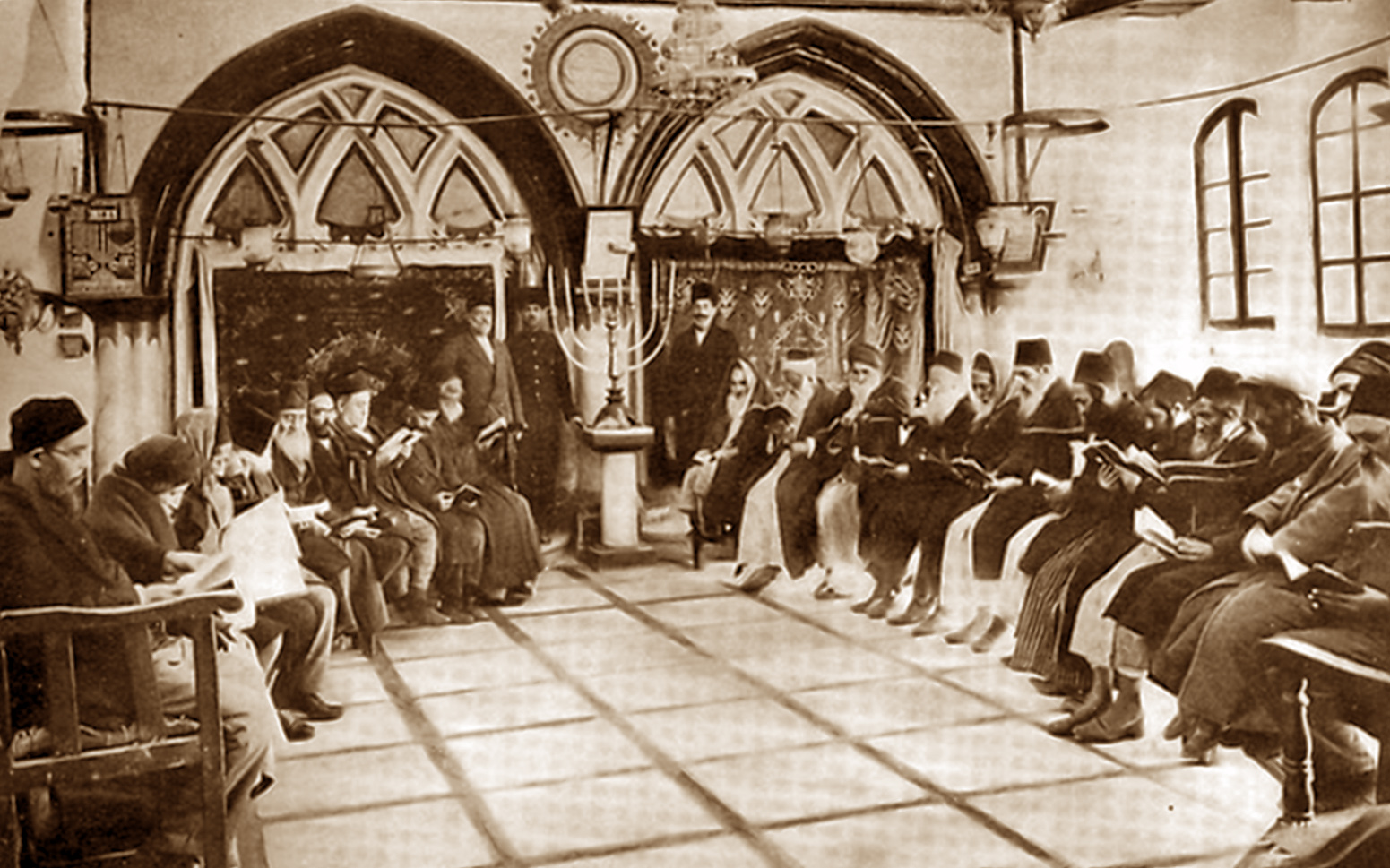
Installation du Hakham Bachi de Jérusalem à la synagogue Yohanan ben Zakkaï en 1893

Selon la légende, la synagogue Yohanan Ben-Zakai (en hébreu בית הכנסת יוחנן בן זכאי), aussi connue sous le nom de Kahal Kadosh Gadol, serait située à l'endroit du Beth Midrash (maison d'études) du tanna Rabban Yohanan ben Zakkaï, qui établit le Sanhédrin à Yavné après la destruction du Second Temple de Jérusalem par les Romains. Le bâtiment actuel a été construit au début du XVIIe siècle.

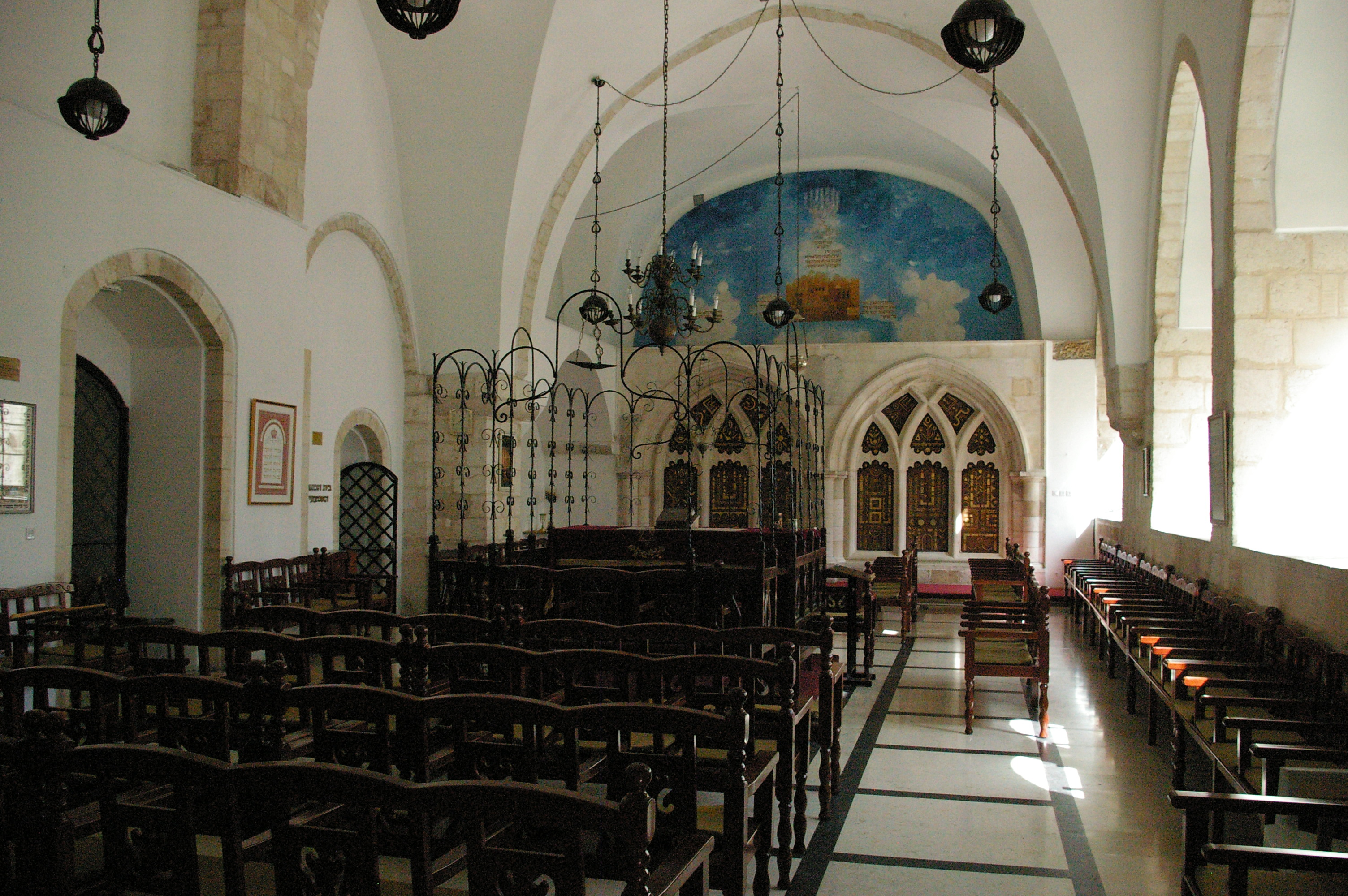
La synagogue Yohanan ben Zakkaï en 2008

Un bout de terrain situé en contrebas de la rue fut choisi pour édifier la synagogue, afin de dissimuler le bâtiment aux autorités. Cependant Meir Ben Dov soutient qu'à l'époque, le niveau de la rue était plus bas, et que la synagogue devait automatiquement être visible de la rue. Avec le temps, les constructions aux alentours de la synagogue ont été démolies, et de nouvelles maisons furent construites sur leurs ruines, tandis que la synagogue a été préservée. Ce cycle a continué jusqu'à nos jours, si bien que la synagogue se trouve maintenant au-dessous du niveau de la rue. Bien que la construction ait été autorisée par les autorités turques, le bâtiment devait cependant être conforme aux restrictions imposées par les musulmans aux maisons de prière des dhimmis, et ne pas être plus haut que les mosquées.
Située dans le vieux Quartier juif de Jérusalem, la synagogue a subi, pendant les 19 années sous contrôle jordanien, le même sort que la plupart des synagogues. Après la guerre des Six Jours et le reprise de contrôle de la Vieille ville par Israël, elle a été entièrement rénovée. Ce travail de restauration a été initié par Yehuda Getz, rabbin du Mur des Lamentations qui a aussi restauré la synagogue Beit El.

## Synagogue Istanbuli

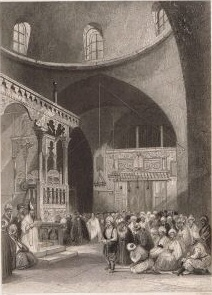
Gravure sur métal représentant la synagogue Istanbuli vers 1825

La communauté séfarade de Jérusalem se développe et dès 1764, un groupe important d'immigrants provenant d'Istanbul en Turquie utilise un bâtiment adjacent comme synagogue. Avec le temps, la Synagogue Istanbuli (en hébreu: בית הכנסת האיסטנבולי) attire aussi des fidèles de communautés d'Asie centrale, comme du Kurdistan ou d'Afrique du Nord et d'Afrique de l'Ouest. La synagogue Istanbuli est maintenant utilisée par des Juifs espagnols et portugais suivant pour l'essentiel le rite de Londres.
L'Arche saint date du XVIIe siècle et provient d'une synagogue détruite à Ancône (Italie).  La bimah, construite au XVIIIe siècle provient d'une synagogue de Pesaro, également en Italie. La synagogue a été rénovée en 1836.
Pendant la guerre israélo-arabe de 1948-1949, la synagogue a été occupée par les Arabes et quand Israël reprit le contrôle de la Vieille ville de Jérusalem après la guerre des Six Jours, la synagogue a été complètement restaurée.
La synagogue Istanbuli est la plus grande des quatre synagogues séfarades et est utilisée lors des cérémonies d'installation du Grand-Rabbin séfarade d'Israël.

## Synagogue Eliyahou Hanavi
Cette autre synagogue date du XVIe siècle et a été nommé d'après le prophète Élie.  Cette synagogue est la plus vieille des quatre. La synagogue Eliyahou Hanavi sert principalement comme Beth Midrash (maison d'études) pour l'étude   de la Torah. Aussi connue sous le nom de Kahal Talmud Torah, elle n'est utilisée pour les prières que lors des jours fêtes. Selon la légende, le nom de la synagogue fut donné à la suite d'un événement qui se produisit un jour de Yom Kippour. Il manquait alors une personne pour obtenir le miniane (quorum de dix hommes adultes) nécessaire pour les prières. Tout à coup, un homme inconnu des fidèles apparut et l'office pu commencer. L'homme disparut après la prière de Né'ila, qui marque la fin de Yom Kippour, aussi mystérieusement qu'il était apparu. Les gens furent persuadés que l'homme était le prophète Élie lui-même.

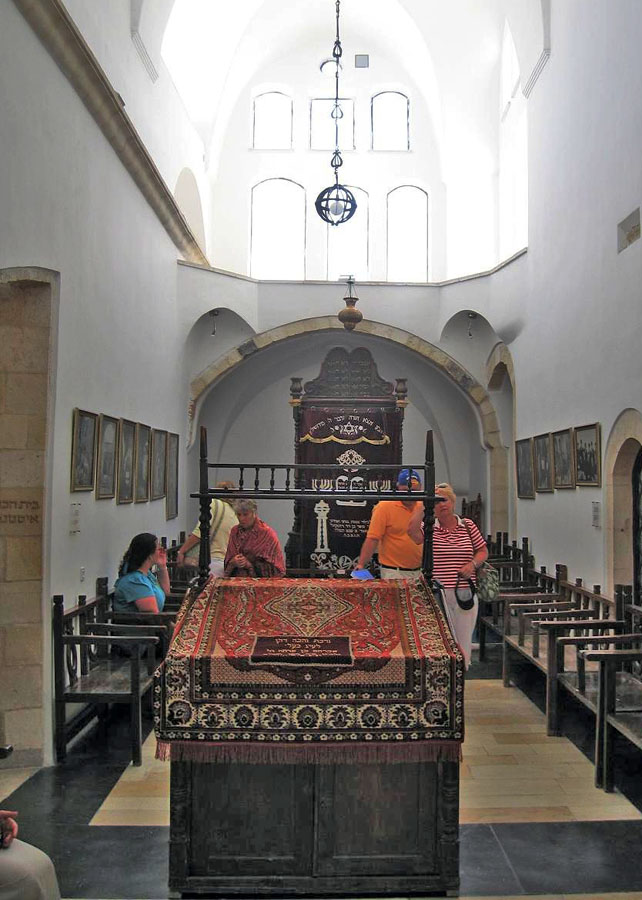
La synagogue du milieu actuellement

## Synagogue Emtsai
La Synagogue Emtsai ou Synagogue du milieu, (en hébreu: בית הכנסת האמצעי), aussi connue sous le nom de Synagogue Kahal Tzion, se situe dans la partie centrale de ce complexe. Initialement, c'était la cour de la synagogue Rabban Yohanan ben Zakkaï, où se trouvait la section réservée aux femmes. Durant la fête de Souccot (fête des Tabernacles), elle était convertie en Soukka pour les fidèles.
Avec l'accroissement de la communauté, il fut décidé au milieu du XVIIIe siècle de recouvrir la cour d'un toit. Située au milieu des trois autres synagogues, elle prit rapidement le nom de synagogue du milieu.